# Atarjea (canal)

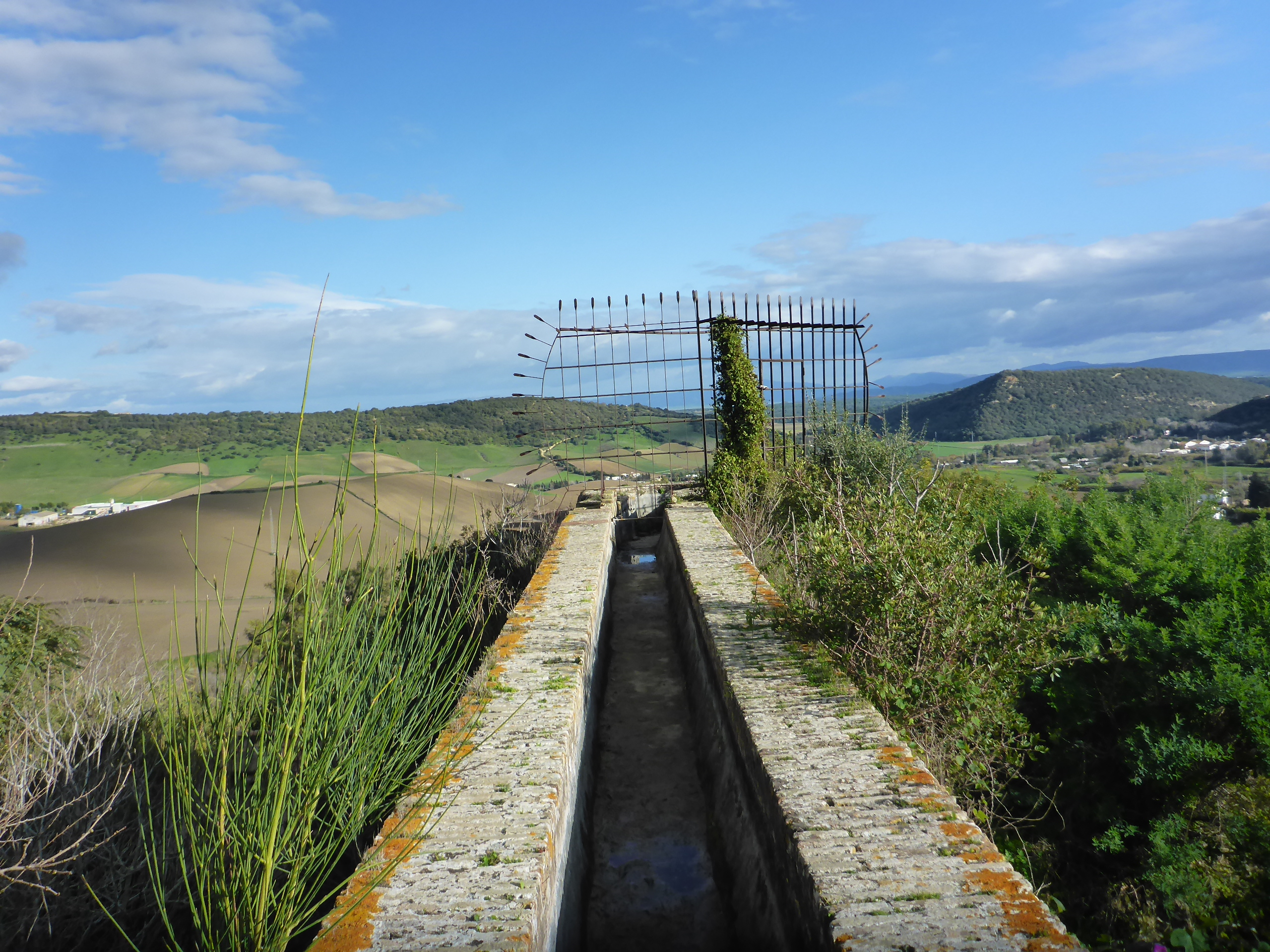
Detalle de la atarjea de Santa Lucía (manantial de la Muela). Vejer de la Frontera (Cádiz)..

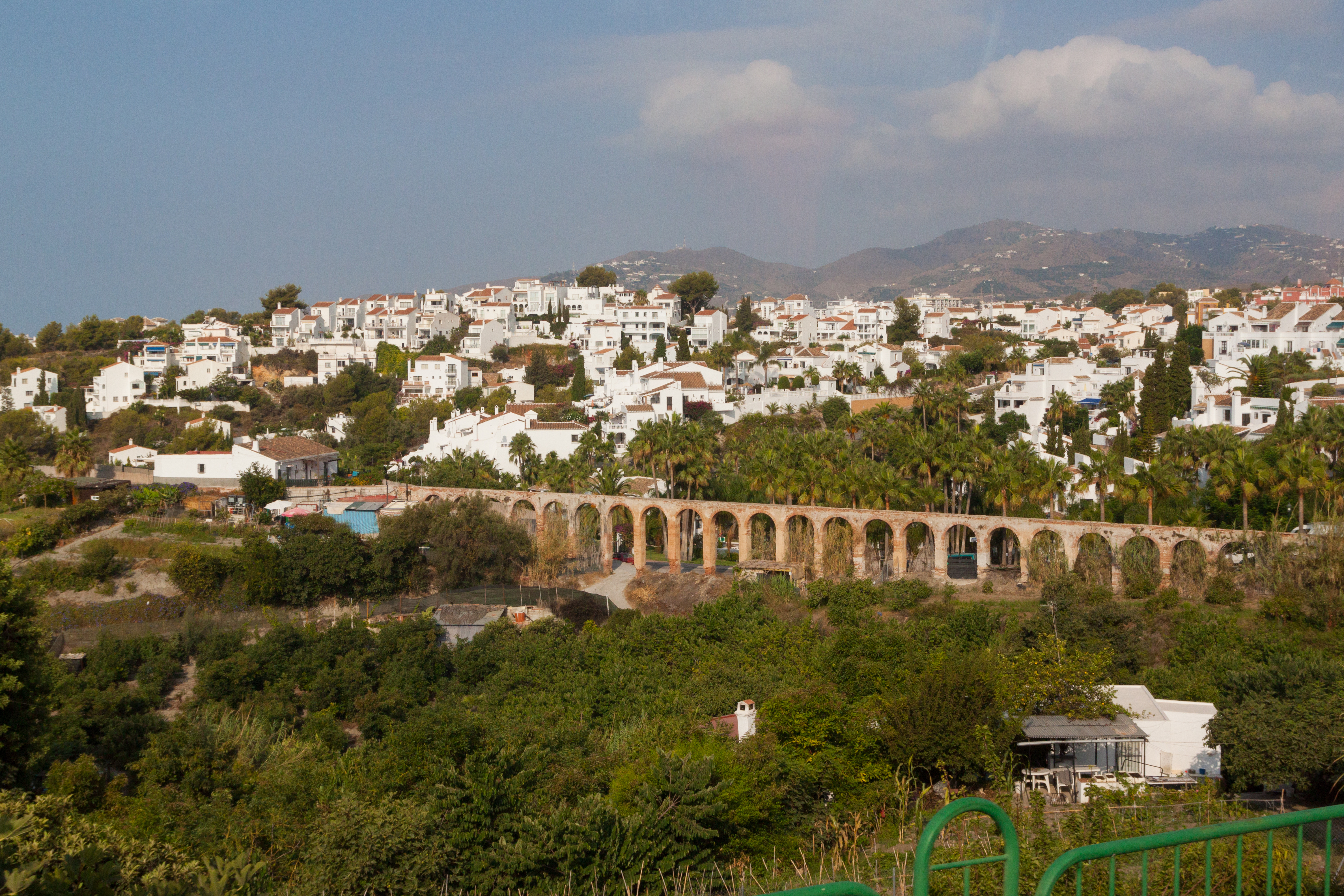
Atarjea de Tablazo, utilizada para la industria de la caña de azúcar. Nerja (Málaga). Finales del.

Una atarjea, y también, en ocasiones, dependiendo del territorio, tarjea, atajea, atajía, tajea, caz o cuérnago (del andalusí «التَّجْرِيَّة» at-taŷría —por metátesis intermedia—, "la fluidez" o "el flujo") es un canal poco profundo, usualmente de ladrillo o mampostería, que se construye para conducir las aguas, generalmente con el propósito de regar los campos cultivables.
La atarjea puede estar a nivel del suelo o elevada sobre arcos, para permitir llevar el agua desde un manantial, una acequia, un acueducto o una balsa de agua hacia molinos, otros ingenios industriales o hacia los campos para su riego.
Las atarjeas suelen estar abiertas y en los laterales pueden tener compuertas que pueden ser cerradas o abiertas, en función de la necesidad de canalización y distribución del agua en cada momento.

## Atarjea de desagüe
Por extensión, se habla de una atarjea de desagüe que permite que las aguas del interior de un edificio o estructura (muralla, puente...) evacuen al exterior directamente o a un sumidero. Estas atarjeas facilitan la evacuación del agua de lluvia, si están al aire libre o bien las aguas residuales.

## Historia

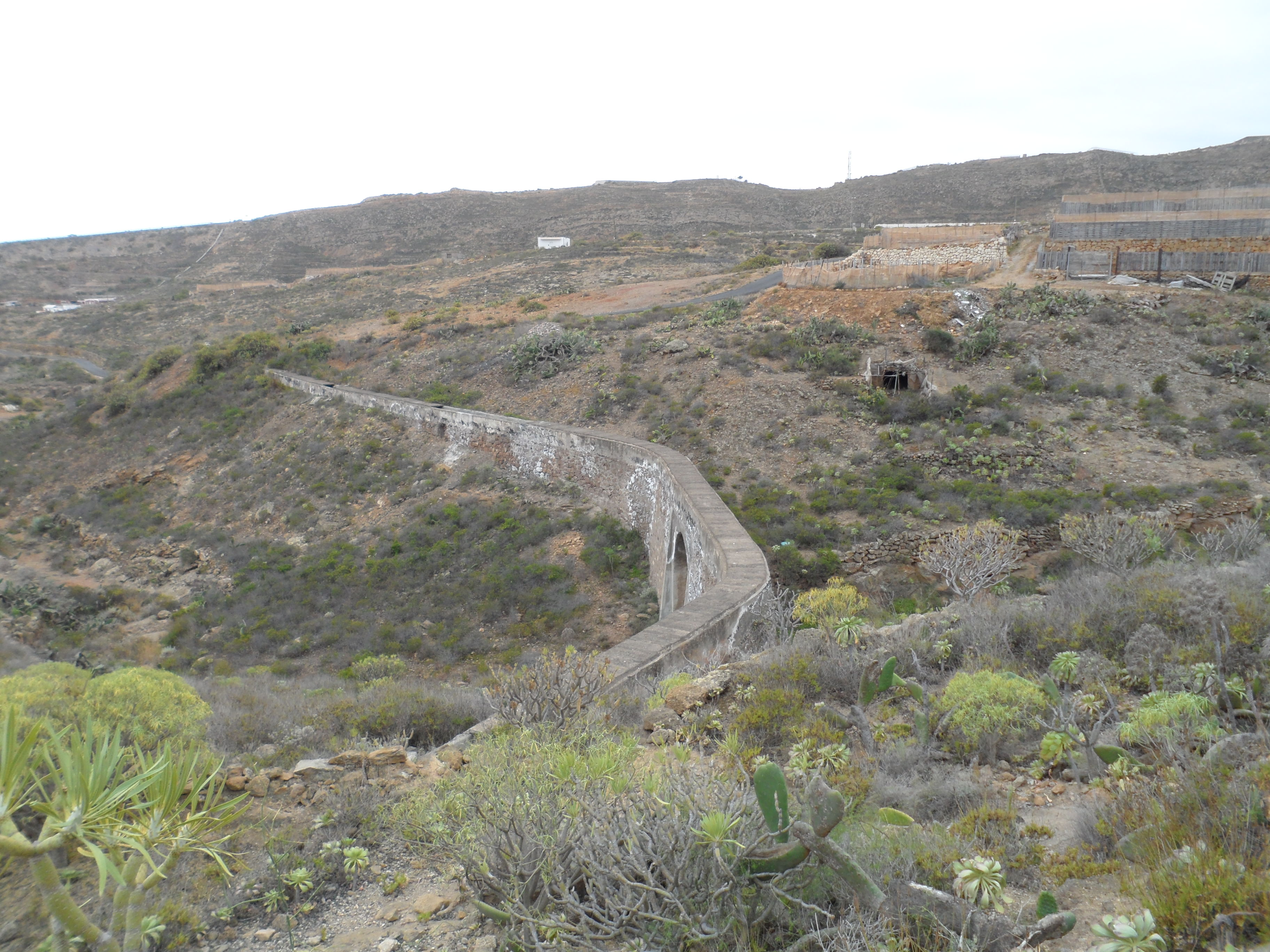
Tajea en el Camino Real de Arico (Provincia de Santa Cruz de Tenerife), Islas Canarias.

Se han encontrado restos de atarjeas en citanias prerromanas del noroeste de la península ibérica, como es el caso de Borneiro (La Coruña.
En la Carthago Spartaria bizantina, la moderna ciudad española de Cartagena las excavaciones han llevado al descubrimiento de tramos de atarjeas formadas por lajas, formando parte de la red de saneamiento como solución a los problemas de drenaje. También se ha documentado un sistema de atarjea-pozo externo, que será el que se impondrá posteriormente en las edificaciones domésticas hispanomusulmanas emirales o califales.
El sistema de atarjeas saltó a la América hispana y pueden encontrarse registros de las mismas como la solicitud presentada en 1750 por el prior del Carmen, fray Pedro de la Concepción, para que el ayuntamiento le concediera licencia de construcción de una atarjea cubierta y alcantarillas para poder traer a la huerta del convento el agua necesaria.